# Котов, Константин Александрович
Константи́н Алекса́ндрович Ко́тов (род. 22 февраля 1985, Москва, РСФСР, СССР) — российский программист, гражданский активист, второй осуждённый в России по «дадинской» статье. Лауреат премии Бориса Немцова.

## Биография
Родился 22 февраля 1985 года в Москве. Получил высшее образование. Работал программистом в ФГУП НИИАА, в компании DSSL, занимающейся разработкой систем видеонаблюдения.
Начиная с 2016 года активно занимался общественной деятельностью: являлся одним из постоянных организаторов бессрочного пикета в поддержку Олега Сенцова, неоднократно выступал за освобождение украинских моряков и других политзаключённых, помогал фигурантам дела «Нового величия» и аспиранту МГУ Азату Мифтахову.

### Уголовное преследование
10 августа 2019 года после согласованного митинга на проспекте Сахарова Константин Котов вместе с частью протестующих продолжил шествие в сторону Старой площади. Его задержали и оставили на две ночи в ОВД «Соколиная гора». Через два дня его отпустили под обязательство о явке для встречи с представителем Следственного комитета, а уже через несколько часов силовики выкрутили ему руки, повалили на землю и отвезли на допрос. В четыре часа утра в доме Котова провели обыск. В этот же день было возбуждено уголовное дело. 14 августа 2019 года Пресненский районный суд Москвы избрал меру пресечения в виде заключения под стражу на 2 месяца. Поручители Котова, в числе которых был и известный российский политический деятель Григорий Явлинский, просили более мягкую меру пресечения для обвиняемого.
3 сентября 2019 года состоялось первое заседание по существу в Тверском районном суде Москвы.
5 сентября 2019 года Тверской районный суд Москвы приговорил Котова к 4 годам лишения свободы в колонии общего режима ИК-2 Покров по статье 212.1 УК РФ, не став смотреть видео с городской видеокамеры, которые адвокат предоставил суду в защиту Котова, при этом единственным человеком, который был осуждён по этой статье до Котова, являлся Ильдар Дадин, оправданный по решению Верховного суда.
Я считаю, что судят не меня, а право на свободу слова и свободу собраний. Нет независимых партий, нет честных выборов, остается один выход - идти на улицу и там прокричать свои требования. Но даже это не разрешают. Публичные акции не согласовывают, мирный протест называют массовыми беспорядками, сотни и тысячи людей судят административно, некоторых сажают под арест.Константин Котов о своём аресте.

#### Реакция

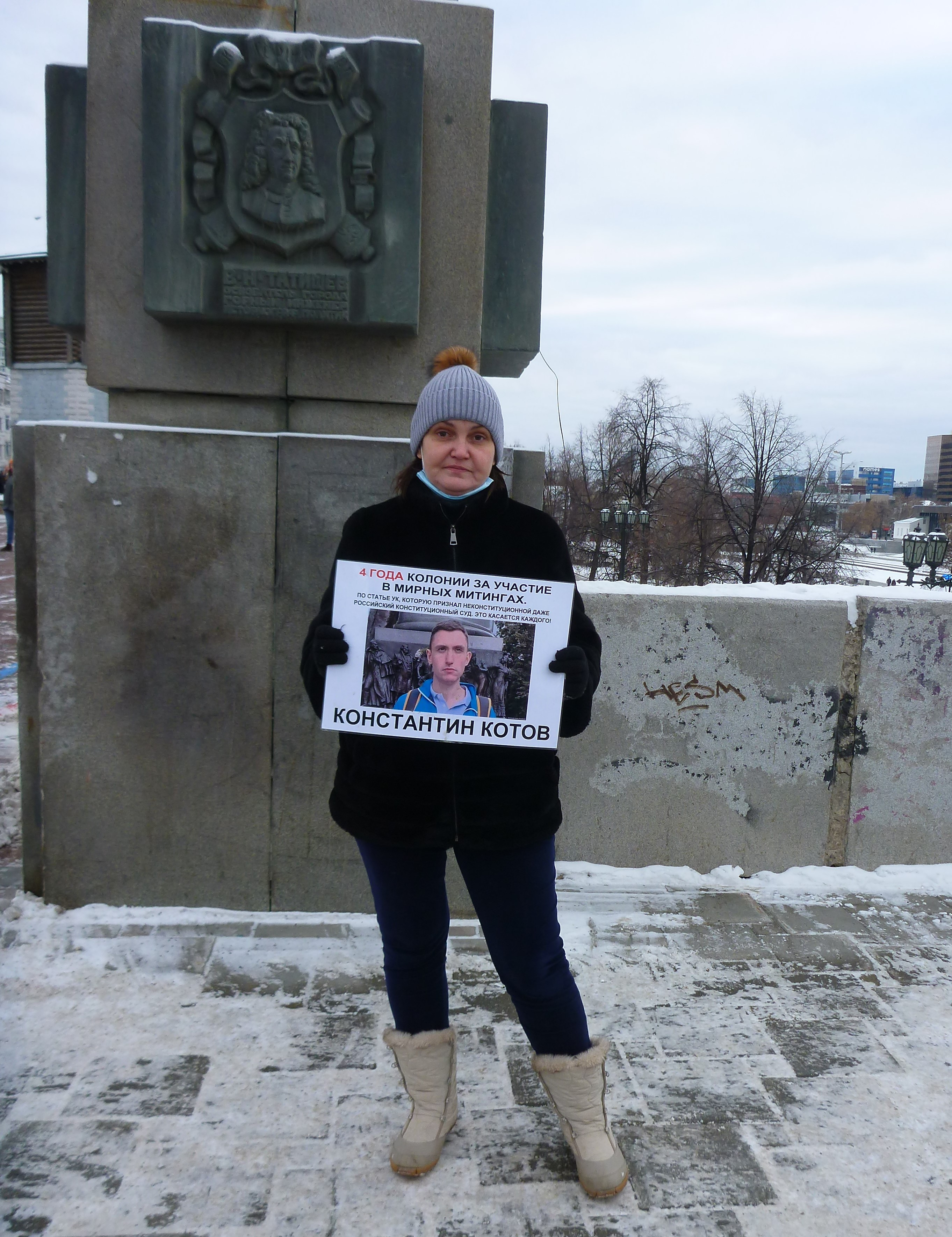
Пикетчица за Константина Котова, Екатеринбург, 6 декабря 2020 года

Арест и приговор Константину Котову вызвали общественный резонанс. На сайте Change.org была создана петиция с требованием отменить статью 212.1 УК РФ и освободить Константина Котова, которая набрала более ста тридцати тысяч подписей.
Валерий Фадеев, глава Совета по правам человека при президенте РФ, заявил, что он считает важным созвать комиссию СПЧ по гражданским свободам и гражданской активности и оценить соразмерность наказаний по «Московскому делу», частью которого является и дело Котова. Мария Эйсмонт, адвокат МКА «Правовой эксперт» по делу Котова, назвала дело Котова «бредятиной» и примером репрессий в России.
С октября 2019 года каждую пятницу у более чем 17 станций московского метрополитена за пределами кольцевой линии проходили одиночные пикеты (#метропикет) в поддержку политзаключённых, осужденных в рамках «московского дела», среди которых, в первую очередь, Котов.
19 декабря 2019 года президент Российской Федерации Владимир Путин на своей ежегодной пресс-конференции заявил, что «посмотрит» дело Котова. Тогда же Котов через своих адвокатов подал в Конституционный суд жалобу на применение статьи 212.1 Уголовного кодекса РФ.

#### Апелляция
14 октября 2019 года Московский городской суд рассмотрел поданную апелляцию, но оставил в силе решение суда первой инстанции.

#### Кассация
24 января 2020 года Путин поручил новому генпрокурору Игорю Краснову рассмотреть законность и обоснованность обвинительного приговора Котову.
27 января 2020 года Конституционный суд определил пересмотреть дело Котова.
3 февраля 2020 года Генпрокуратура обратилась с просьбой к кассационному суду смягчить приговор Котову с 4 лет до 1 года колонии общего режима.
2 марта 2020 года 2-й кассационный суд отменил приговор и направил дело на новое апелляционное рассмотрение в Московский городской суд, оставив Котова под стражей до 2 мая.
20 апреля 2020 года Московский городской суд сократил Котову срок с четырёх лет колонии до одного года и шести месяцев.
24 сентября 2020 года 2-й кассационный суд оставил без изменений 1,5-летний приговор Котову.

#### Освобождение
26 ноября 2020 года защита попросила выпустить его на 9 дней раньше окончания срока, но Петушинский районный суд Владимирской области отказал Котову в УДО.
16 декабря 2020 года Константин Котов вышел на свободу из исправительной колонии ИК-2 Покров в связи с окончанием срока.
16 марта 2021 года Верховный суд России отказался рассматривать надзорную жалобу на приговор Котову.

#### Домашний арест
22 августа 2024 года стало известно, что Константина Котова обвинили в финансировании ФБК и отправили под домашний арест на два месяца. Котову вменяется пожертвование ФБК на сумму в 3 тыс. рублей.
20 декабря 2024 года по делу Котова начался судебный процесс.

#### Отъезд из России
17 января 2025 года появилась информация, что Котов уехал из России и находится в Литве.

## Личная жизнь
17 октября 2019 года Котов и обвиняемая по делу «Нового величия» Анна Павликова заключили брак в здании СИЗО «Матросская тишина», в котором содержался Константин.

## Премии и награды
- Выбран персоной года в номинации «Частное лицо» читателями газеты «Ведомости» в 2019 году[48][49].
- Лауреат премии Бориса Немцова за 2020 год[50][51]. «Это гражданский активист, политзаключенный и просто мужественный человек», — говорится в сообщении Фонда Бориса Немцова.
- Лауреат премии Московской Хельсинкской группы в области защиты прав человека в 2020 году[52].